# Шепердс-Буш-Маркет (станция метро)
Шепердс-Буш-Маркет (англ. Shepherd's Bush Market) — станция лондонского метро линии Хаммерсмит-энд-Сити (англ. Hammersmith & City line), располагается в районе Шепердс-Буш в северной части округа Хаммерсмит-энд-Фулхэм. Относится ко второй тарифной зоне.

## История
Первая станция с таким названием в данном районе была открыта 13 июня 1864 года при постройке компанией Metropolitan Railway железнодорожной ветки от вокзала Паддингтон до станции Хаммерсмит. Позже станция была перенесена и 1 апреля 1914 года была открыта на новом месте. С 1 октября 1877 года по 31 декабря 1906 года со станции Шепердс Буш также ходили поезда на Ричмонд. Сегодня эта станция принимает поезда, следующие по линии метро Хаммерсмит-энд-Сити
Также неподалёку расположена другая станция под тем же названием «Шепердс Буш», относящаяся к Центральной линии. Рядом со станцией также расположены несколько популярных концертных площадок и стадион Loftus Road Stadium, домашняя арена команды Куинз Парк Рейнджерс. На противоположной стороне улицы расположен рынок Шепердс Буш Маркет, масштабная реконструкция которого должна начаться летом 2014 года.
Станция печально знаменита тем, что около неё 20-летний барабанщик культовой панк-рок группы Sex Pistols Пол Кук 20 июня 1977 подвергся нападению злоумышленников. Кук получил несколько ножевых ранений и сильный удар железной кружкой в затылок. Он самостоятельно добрался до дома и вскоре был госпитализирован — врачи наложили пятнадцать швов. Нападавшие остались неизвестными.

## Планы развития станции
В 2008 году станция переименована в «Шепердс-Буш-Маркет» во избежание путаницы со станцией Шепердс Буш Центральной линии. Рядом со станцией Центральной линии открыта железнодорожная станция с таким же названием. Между двумя станциями для упрощения пересадки пассажиров построен пешеходный переход.
После завершения строительства в 2008 году новой станции Вуд-лэйн, открыта пересадка (пешеходная с необходимостью выхода в город и последующего входа обратно в метро) на станцию Уайт-Сити Центральной линии. Станция "Вуд-лэйн призвана улучшить транспортную систему района в целях развития торгово-розничной сети в данном округе Западного Лондона. Она построена на месте старой станции Вуд-лэйн, некогда входившей в состав линии Метрополитэн и закрытой в 1959 году.

## Дополнительно
- Строительство станций в районе Шепердс Буш в XX веке

- Фотографии из Лондонского Музея Транспорта (англ)
- Развитие транспортной системы района Шепердс Буш Архивная копия от 13 июля 2004 на Wayback Machine